# Sandee Currie
Sandee Currie fue una actriz y productora de cine y televisión estadounidense, conocida por sus actuaciones en películas de los géneros de terror y slasher de los años 80 y por su interpretación de Mitchy en la película, El tren del terror (1980).

## Carrera
Currie inicio su carrera en el año 1980 haciendo su primer debut en la película El tren del terror. Su última aparición en la pantalla fue en 1988 en la Serie de TV Emergency Room.

## Filmografía
| Año  | Título              | Role             | Notas |
| ---- | ------------------- | ---------------- | ----- |
| 1980 | El tren del terror  | Mitchy           |       |
| 1981 | Gas                 | Sarah Marshal    |       |
| 1983 | Cortinas            | Tara DeMillo     |       |
| 1983 | The Magic Show      | Donna            |       |
| 1985 | Decisión final      | Nurse Tipton     |       |
| 1986 | Hangin' In          | Barbara          |       |
| 1986 | Hot Shots           | Debbie           |       |
| 1987 | Adderly             | Veronica         |       |
| 1987 | Tensión en la noche | Dominique Madden |       |
| 1987 | Street Justice      | Mandy            |       |
| 1988 | Emergency Room      | Mrs. Borisko     |       |